# Torcy (Seine-et-Marne)
Torcy is een gemeente in het Franse departement Seine-et-Marne (regio Île-de-France). De plaats is de onderprefectuur van het arrondissement Torcy en is een van de 26 gemeenten van de nieuwe stad Marne-la-Vallée. Torcy telde op 1 januari 2022 22.939 inwoners.
Het recreatiecentrum Île de loisirs de Vaires-Torcy ligt deels op het grondgebied van de gemeente.

## Geografie
De oppervlakte van Torcy bedroeg op 1 januari 2022 6 vierkante kilometer; de bevolkingsdichtheid was toen 3.823,2 inwoners per km².
De gemeente wordt in het noorden begrensd door de Marne. In het westen van de gemeente liggen zeven vijvers die in de 20e eeuw werden aangelegd en afwateren naar de Marne.
De onderstaande kaart toont de ligging van Torcy met de belangrijkste infrastructuur en aangrenzende gemeenten.

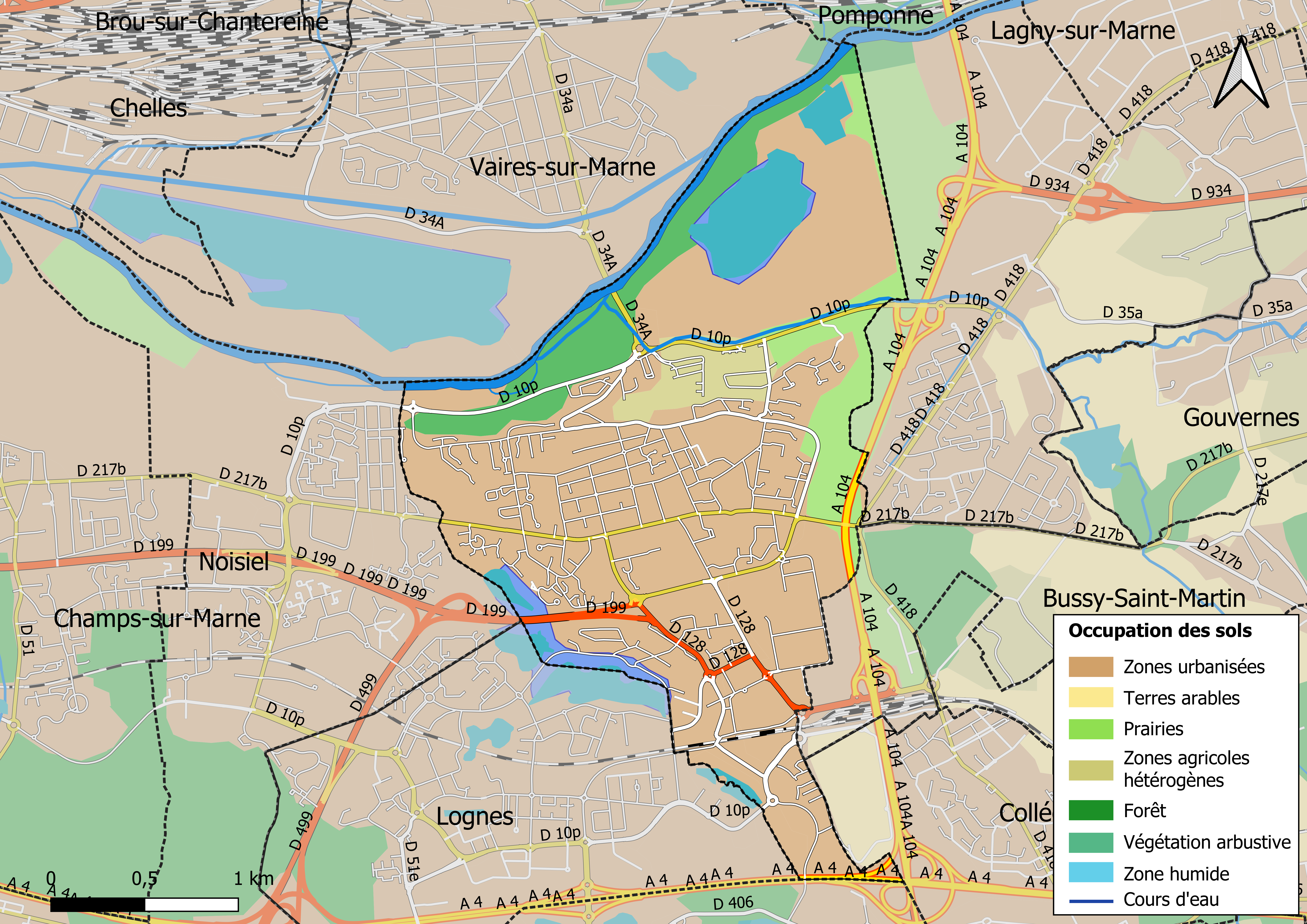

## Demografie
Onderstaande figuur toont het verloop van het inwonertal (bron: INSEE-tellingen).

## Vervoer
Langs het Station Torcy, gelegen aan RER lijn A, is Torcy verbonden met het centrum van Parijs. 
In het oosten loopt de autosnelweg A104 en in het zuiden de A4. 